# Hidroavió de flotadors

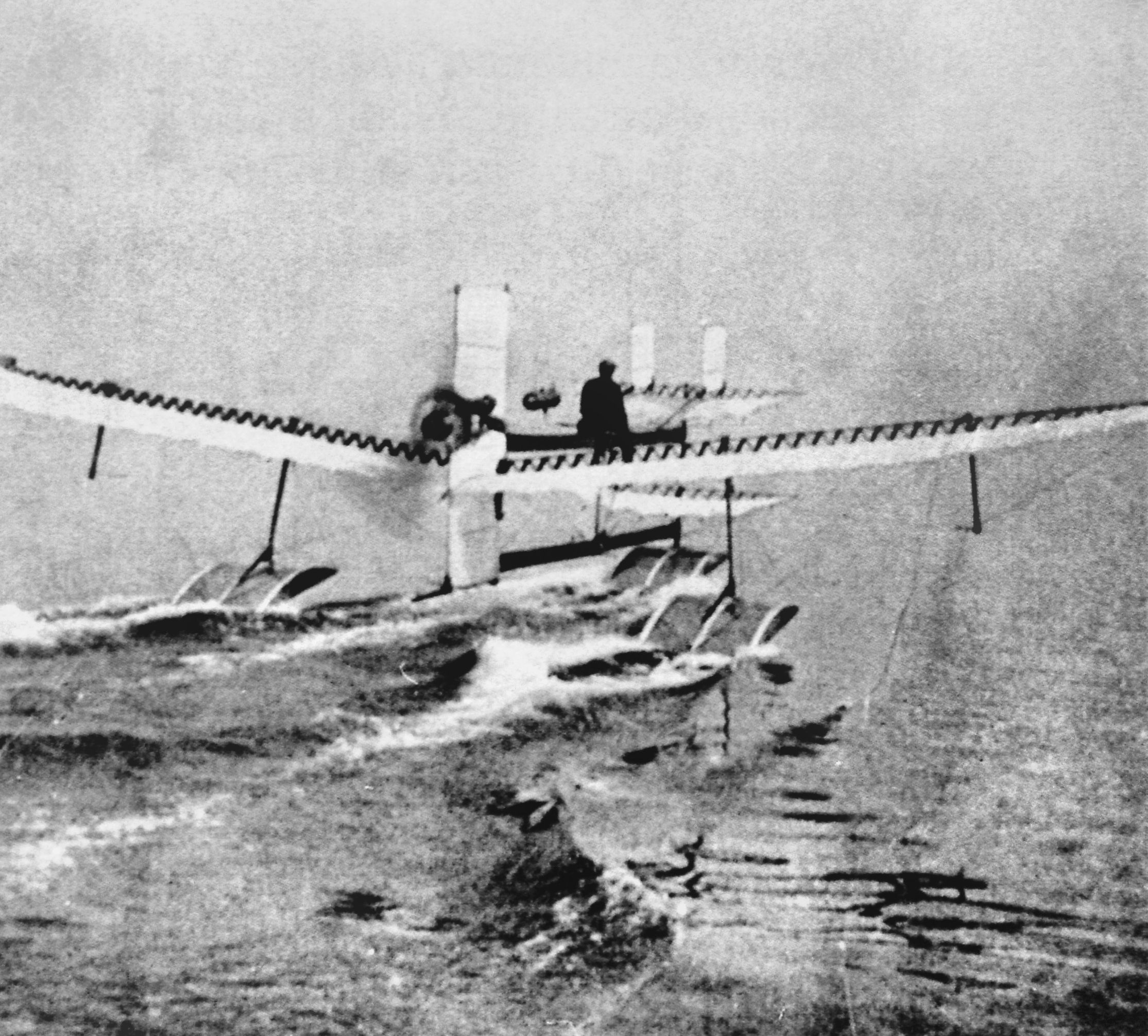
Hidroavió francès Fabre. 1910. Fou un dels primers avions navegadors i voladors reeixits

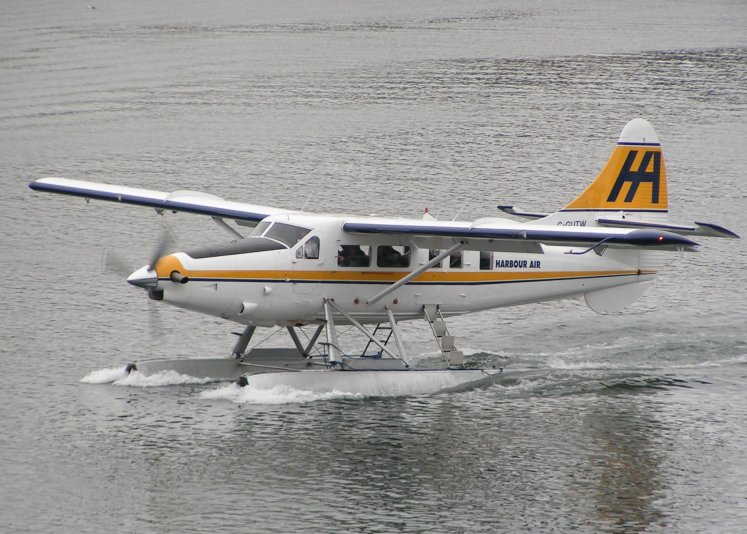
Un avió utilitari de Havilland Canada DHC-3 Otter equipat amb doble flotador.

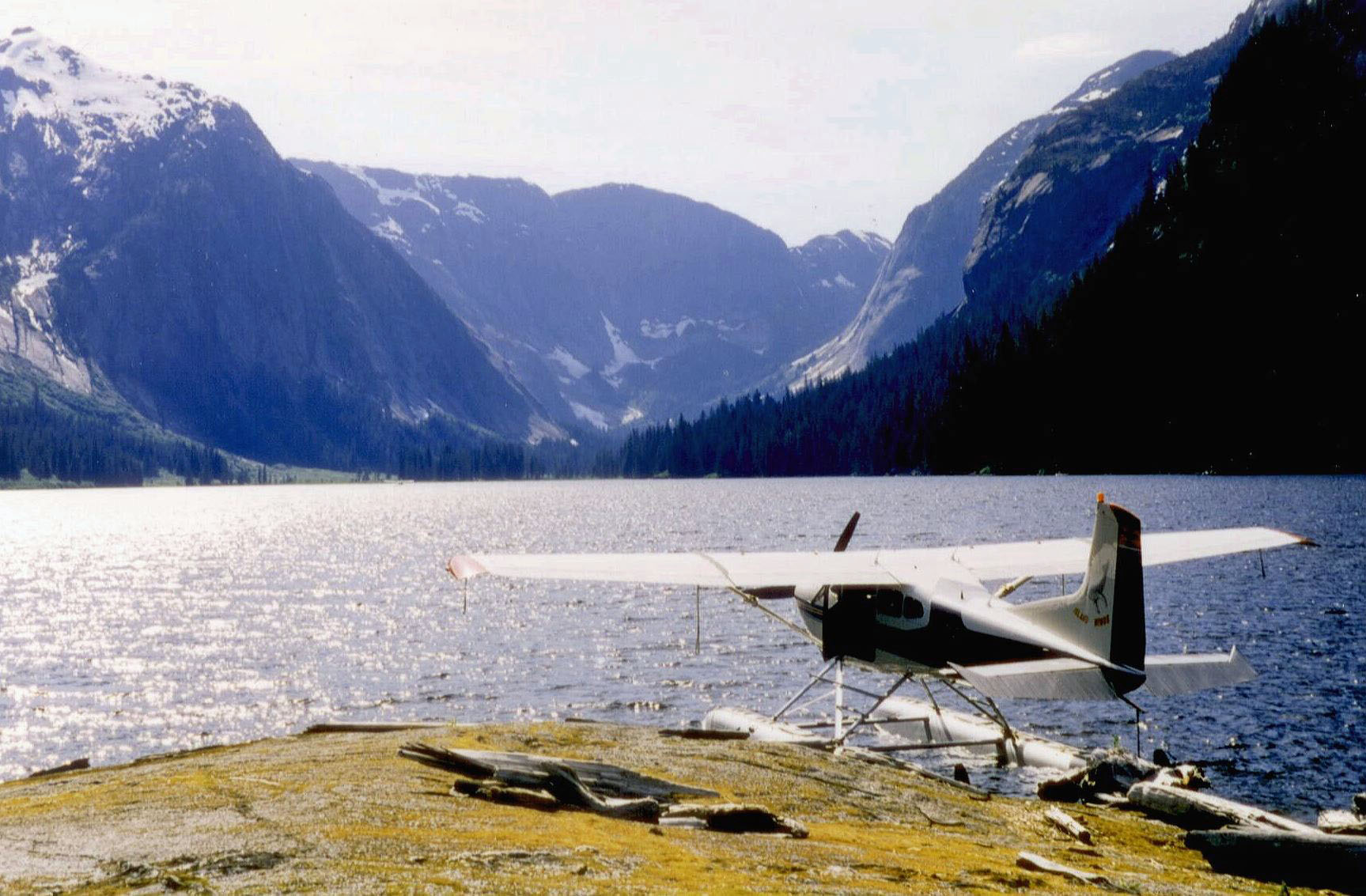
Els hidroavions de flotadors permeten l'accés a indrets remots aquàtics, com ara Misty Fjords National Monument, Alaska, EUA

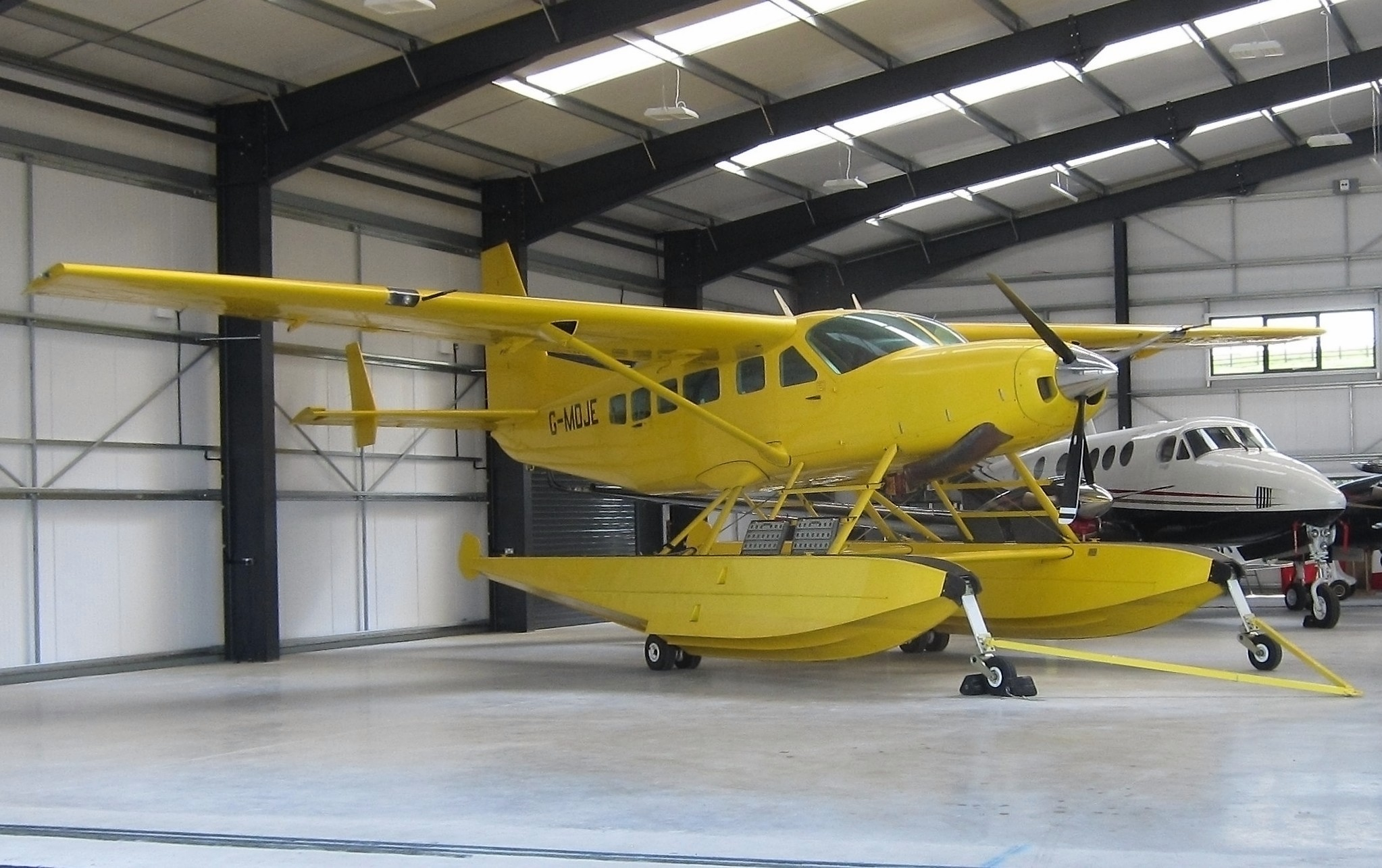
Hidroavió Cessna 208 Caravan 1 a l'aeroport de Gloucestershire, Anglaterra (2017)

Un hidroavió de flotadors o hidroflotador és un tipus d'hidroavió que disposa d'un o més flotadors muntats sota el fuselatge per proporcionar flotabilitat. Per contra, en un hidroavió de canoa o hidrocanoa és el propi fuselatge de l'avió el que li proporciona la flotabilitat. Tots dos tipus d'hidroavions poden tenir també un tren d'aterratge per aterrar de forma convencional, convertint-se en aquest cas en un avió amfibi.

## Ús històric i actual
Des de la Segona Guerra Mundial i l'arribada d'helicòpters, avions avançats i avions terrestres, els hidroavions militars han deixat de ser utilitzats. Això, juntament amb l'augment de la disponibilitat d'aerolínies civils, han reduït considerablement el nombre de vaixells voladors que s'estan construint. Tanmateix, nombrosos avions civils moderns tenen variants de 'floatplane', la majoria d'ells s'ofereixen com a modificacions de tercers sota un certificat de tipus suplementari (STC), tot i que hi ha diversos fabricants d'aeronaus que construeixen flotadors des de zero. Aquests flotadors han trobat el seu nínxol com un tipus d'avió, per a un transport lleuger als llacs i altres zones remotes, així com a les illes petites / muntanyoses sense cap pista d'aterratge adequada. Poden operar amb servei xàrter (inclosos vols de plaer), prestar servei programat o ser operats per residents de la zona per a ús privat i personal.

## Disseny

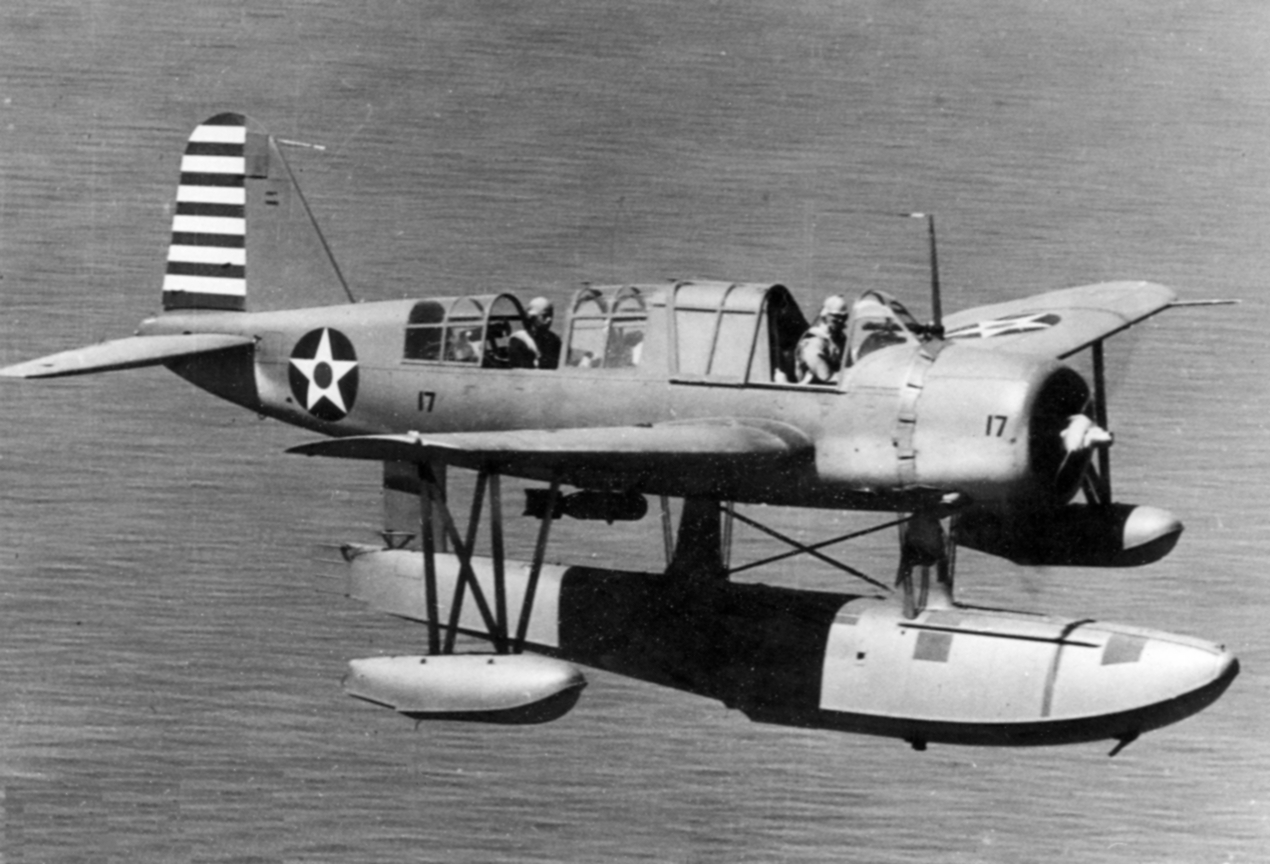
Vought US2O Kingfisher, un hidroavió de flotador simple que va servir en la Segona Guerra Mundial.

Els hidroavions de flotadors solen ser derivats d'avions de base en terra, als quals se'ls afegeixen flotadors fixos muntats sota el fuselatge en lloc del tren d'aterratge de rodes original.
Tots els hidroflotadors tendeixen a ser menys estables en l'aigua que els hidroavions de canoa. No obstant això, en els avions de petita grandària els flotadors són un avantatge, ja que el casc de l'avió es manté elevat i no fa contacte amb la superfície de l'aigua, permetent que l'avió munti un únic motor de pistó, amb hèlix, en la part davantera.
Els flotadors inevitablement imposen més pes i resistència aerodinàmica, fent que els hidroavions que els munten siguin més lents i menys maniobrables durant el vol, amb un menor règim d'ascens, en comparació dels avions equipats amb trens d'aterratge retràctils.
Existeixen dues configuracions bàsiques en els hidroavions de flotadors:
- Els dissenys de "flotador simple", en els quals es munta un únic i gran flotador directament sota el fuselatge acompanyat d'uns petits flotadors estabilitzadors en les ales.
- Els dissenys de "doble flotador", amb un flotador sota cada ala.

El principal avantatge d'un disseny de flotador simple és la seva capacitat per amarar en aigües marejades: el gran flotador central està unit directament al fuselatge, sent aquesta la part més forta de l'estructura de l'aeronau, i els petits flotadors situats sota les puntes de les ales li donen a l'hidroavió una bona estabilitat lateral. En comparació, els flotadors dobles restringeixen la maniobrabilitat ja amb ones de tan sols 0,3 metres d'alt. No obstant això, els dissenys de doble flotador faciliten les tasques d'amarratge, embarcament i desembarcament, i en el cas dels bombarders deixen la panxa de l'avió lliure per portar bombes o torpedes.